# Alfred Wiłkomirski
Alfred Wiłkomirski (* 20. Januar 1873 in Asow; † 30. Juli 1950 in Łódź) war ein polnischer Geiger, Bratschist und Musikpädagoge.
Der Sohn des Militärarztes Józef Wiłkomirski absolvierte das Gymnasium in Tiflis und studierte dann an der Musikhochschule der Moskauer Philharmonischen Gesellschaft. Er arbeitete als Dozent am Volkskonservatorium (Народная консерватория) in Moskau und leitete von 1917 bis 1929 die Musikschule in Batumi. Nach der Erlangung der Unabhängigkeit Polens 1919 zog er mit seiner Frau und seinen Kindern Maria, Kazimierz und Michał nach Warschau. Dort wurden seine Kinder Wanda und Józef geboren. Alle wurden als Musiker und Musikpädagogen bekannt.
1920 erhielt er eine Stelle als Geigenlehrer an der Musikschule der Musikgesellschaft in Kalisz. Nach wenigen Monaten wurde er Direktor der Schule und Chorleiter der Musikgesellschaft und wurde Organisator des musikalischen Lebens in der Stadt und Region. Die Musikschule ehrte ihn 1966 mit einer Gedenktafel und die Musikgesellschaft wurde 1975 nach ihm benannt. Ab 1929 lebte Wiłkomirski in Łódź und unterrichtete Musiktheorie und Geige am Konservatorium und an der Musikakademie der Stadt, am Lehrerseminar, der Freien Universität und der Musikschule von Pabianice.